# Home and Away (televisieserie)
Home and Away is een Australische soap over het leven van de bewoners van een fictief stadje: Summer Bay. De serie wordt gemaakt in Sydney en omgeving en de strandscènes worden opgenomen in Palm Beach. Het wordt gemaakt in opdracht van de Australische televisiezender Seven. De pilotaflevering van de serie werd gemaakt in 1987 en voor het eerst uitgezonden op 17 januari 1988, de dag erna werd de eerste aflevering uitgezonden.

## Verhaal
De serie was vooral gebaseerd op het personage van Pippa en Tom Fletcher. Zij runden een caravanpark in Summer Bay en waren ook een familie die adoptiekinderen opving. Nadien focuste de serie zich vooral op Sally Fletcher en Alf Stewart. In 2000 kwam er een nieuwe familie bij De Sutherlands en in 2003 werden deze vervangen door de Hunters. In 2004 kwamen ook de Holdens hierbij. De jaren nadien verdwenen ook de Hunters en de Holdens uit de serie. In 2009 werden de Austins toegevoegd en in 2010 de Walkers. Anno 2012 zijn de Austins verdwenen en in 2013 verlaten de Walkers de serie. In 2011 werden de Braxton broers toegevoegd en zij brachten vooral veel criminaliteit in de serie. In 2016 zijn alle Braxton broers verdwenen. In 2013 worden ook de Barrett broers toegevoegd en ook de familie Macguire maakt zijn opwachting.
In 2016 verdwijnen ook de Barret broers en wordt de Morgan familie toegevoegd. 
In 2017 is ook de familie Macguire verdwenen en wordt het Astoni gezin toegevoegd.In 2020 maakt het Astoni gezin plaats voor de Parata familie.

### 2003
In 2003 kwam er een nieuwe familie bij, de Hunters. Deze familie bestaat uit Beth en haar vijf kinderen: Scott, Robbie, Kit en de tweeling Henri en Mathilda. Later verliet Henri het gezin om op kostschool te gaan. Scott ging samen met Hayley naar Frankrijk en Kit verscheen af en toe nog eens in de serie, meestal omwille van haar drankprobleem. Robbie trouwde met Tasha en Mathilda woont nu bij Beth, Tony en Lucas. Robbie en Tasha wonen bij Irene.

### 2004
In 2004 werd alles weer zoals vroeger. De belangrijkste shots waren voor de Fletchers en de Stewarts. Ook werd Ric Dalby toegevoegd aan de cast. Hij is de kleinzoon van Alf. Sally en Flynn vangen Ric op zoals Pippa het vroeger deed. Later komt Cassie hierbij nadat haar oma stierf.
In 2005 komt er opnieuw een nieuwe familie aan bod, de Holdens. Deze familie bestaat uit Tony, de vader, en de twee zonen Jack en Lucas.

### 2005
In 2005 krijgt de serie een nieuwe wending. Zoë McCallister, alias Eve Jacobson, wil wraak nemen op Summer Bay omwille van de dood van Sarah Lewis, de lesbische vriendin van Eve. Ze teistert het stadje door bommen te plaatsen, Sally te ontvoeren en door overal de slogan Tick Tock achter te laten. Later kan Peter Baker haar en Sally vinden waarna de fabriek waarin ze zaten ontploft. Sally en Peter overleven de ontploffing maar Zoë is dood. Eind 2005 krijgt de man van Sally, Flynn, kanker.

### 2006
In 2006 sterft Flynn omdat zijn kanker te ver is uitgezaaid. Sally, Cassie en Ric zijn geslagen. Scott en Hayley vertrekken naar Frankrijk met hun zoon Noah. Een jaar nadat Zoë het stadje teisterde laat ze opnieuw van zich horen. Ze doet alles opnieuw zoals in 2005 om Peter te treiteren. Nadat Peter dit vertelde aan de inwoners ontdekt hij Zoë's verblijfplaats door het anagram "Maxine Trood" te ontcijferen (I am next door). Hierdoor komt hij een stap dichter bij Zoë. Na Zoë's mail aan Peter kan de politie Zoë arresteren en helpt Peter Jack. Peter ondervraagt Zoë maar deze bevestigd dat haar meesterplan een plotwending kan krijgen. Na haar overplaatsing ontsnapt ze met de hulp van Tracey en gaat ze richting het trouwfeest van Martha en Jack. De schuur ontploft en eist zijn slachtoffers. Rachels moeder sterft en Peter lijkt dood te zijn. Ook zijn er velen verbrand en worden ze naar Sydney gestuurd om een huidtransplantatie te ondergaan. Het vliegtuig verdwijnt van de radar. Ondertussen heeft Amanda ook ontdekt dat haar 16-jarige dochter nog leeft. Het is Belle en Belle wil niet echt een relatie opstarten met Amanda. Belle zat ook op het vliegtuig en Amanda beslist om al haar geld in de zoektocht te steken. Uiteindelijk vinden ze de vermisten terug.
Brad wordt directeur van Summer Bay High, Belle gaat bij Amanda wonen. Drew, de zoon van de gestorven Peter, komt bij Dan en Leah wonen en wordt later het lief van Belle. Drew wordt echter verdacht van brandstichting en komt hiermee danig in de problemen. Mattie wordt in een instelling ondergebracht om haar problemen te verwerken. Tasha wordt ontvoerd door Mama Rose, die haar kind wil. Met de hulp van Rachel kan ze echter net op tijd ontkomen.
Kim wordt verdacht van aanranding van een minderjarig meisje. Tara wil hem laten boeten omdat hij haar gevoelens misbruikte. Haar vader is politieagent en hierdoor wordt Kim gearresteerd. Later ontdekken ze dat Tara er de gewoonte van maakt om te liegen voor aandacht.
Drew breekt met Belle en begint een relatie met Amanda. Deze relatie wordt al snel stopgezet omdat Belle Amanda verlaat nadat ze dit ontdekte.
Tasha bevalt en vertrekt later samen met Robbie en hun dochtertje Ella naar Boston om bij Josie te wonen.
In SBH wordt een nieuwe leerling voorgesteld, Rocco Cooper. Hij wilde uit de bende van Johnny Cooper stappen - zijn broer - maar Johhny achtervolgde hem en trekt hem opnieuw in de criminaliteit. Johnny bedreigt Brad en Amanda wordt overvallen door de bende.
Sally ontdekt dat Rocco terug in de bende zit en verwittigd de politie. Johnny wordt opgepakt maar hij eist dat zijn broer zijn arrestatie terugbetaald aan Sally.
Beth vertrekt naar Frankrijk om Scott en Hayley op te zoeken.
Colleen organiseert een groots kersttoneel en roept alle inwoners van Summerbay op om mee te werken. Na het toneel wordt Sally neergestoken door Rocco nadat hij die opdracht kreeg van Johnny.

### 2007
Het jaar 2007 start slecht voor de inwoners nu Sally in levensgevaar is. Ze overleeft de steekpartij, maar kan zich de dader niet herinneren. Rocco raakt van streek doordat Sally nog steeds leeft. Hij verlaat Summerbay, maar Ric ontdekt dat hij Sally neerstak. Ric zoekt Rocco op, maar vindt daar slechts een bebloede Rocco. De politie kan niets anders doen dan Ric te arresteren voor de moord op Rocco. Hierdoor belandt Ric in dezelfde gevangenis als Johnny en deze maakt het hem niet makkelijk. Hij koopt een cipier om en Ric wordt in elkaar geslagen. Ondertussen is Amanda's zus Kelly teruggekeerd naar Summerbay. Ze is er echter niet om de vete met haar zus bij te leggen, maar om diens huwelijk met Peter te boycotten. Hierbij krijgt ze de hulp van haar vriend Ethan.
Martha en Jack gaan picknicken tot het plotseling begint te regenen. Martha vlucht naar een nabijgelegen schuur waar ze 's ochtends wakker wordt onder de ogen van Geoff en Annie Campbell. Sally ontdekt later dat ze niet naar school gaan en ze zet hun grootvader Bruce onder druk. Geoff ontdekt dat zijn grootvader hun hele erfenis in de boerderij stak en besluit hierdoor de ooien te vergiftigen. Later verlaten Annie en Geoff hun grootvader. Geoff gaat inwonen bij de Holdens, Annie bij Irene. Beth keert terug van Frankrijk, maar sterft op de terugweg bij een auto-ongeluk.
Brad en Sally besluiten te trouwen, maar Sally kan geen afscheid nemen van Flynn en laat Brad voor het altaar staan. Brad en Rachel ontdekken later dat ze nog een halfzus hebben, Tamsyn. Drew krijgt te horen dat hij erft van zijn grootmoeder, maar Jazz vindt dat zij recht heeft op die erfenis. Ze probeert Drew te paaien, maar Morag steekt daar een stokje voor. Later ontdekt Morag dat Jazz mensen omkocht om de erfenis te bemachtigen. Cassie is verliefd op Hank, een vriend van Brad, en besluit samen te wonen met hem. Door het zware werk zoekt Bruce een hulp op de boerderij: Jonah. Na zijn celstraf is Jonah terug in Summerbay, ditmaal onder de naam Michael en met goede bedoelingen. Martha wordt verliefd op Michael, maar dan sterft Bruce. De boerderij wordt in beslag genomen en door een foute beslissing van Martha belandt Jonah terug in de cel. Martha probeert te onderhandelen met de bankdirecteur tot de bank echter overvallen wordt. Martha kan zich verstoppen en hoort hoe agent George deelneemt aan de actie. Later schiet hij Jack neer waardoor deze in een coma belandt. Jack ontwaakt weer en George belandt in de gevangenis. Lucas verlaat Summer Bay en gaat studeren in de stad. Dan gaat naar de Verenigde Staten om er te werken.

### 2008
Sally haalt herinneringen boven over haar jeugd. Daarin komt Milco steeds naar boven. Milco arriveert later ook echt in Summerbay. Zijn echte naam is Miles Copeland en hij is de tweelingbroer van Sally. Tijdens hun herreniging ontsnapt Johhny Cooper uit de gevangenis met als doel Sally te vermoorden. Dit lukt hem, maar in Sally's bijna-dood-ervaring ziet ze hoe alles had moeten lopen. Ze moet kiezen: of zij sterft of een bekende zal haar plaats innemen. Ze besluit verder te leven maar kort erna sterft Dan als gevolg van een val van een rots.
Cassie is zwanger en raakt ook besmet met HIV. Ze krijgt het zwaar te verduren en Henk vlucht weg. Annie verliest haar geloof in God. Aden wordt aangeklaagd voor het dronken voeren van Annie maar nadien wordt de aanklacht tenietgedaan. Sally verliest haar job als directrice en overweegt een vertrek uit Summerbay. Ter gelegenheid van haar vertrek krijgt Sally een afscheidsfeest georganiseerd door de leerlingen van Summerbay High en haar broer Miles. Na het feest vertrekken Cassie en Mathilda met de auto naar de stad. Als Sally 's avonds thuis komt is alles uit het huis gestolen. Noël heeft dit opgezet om Ric te dwingen om een gevecht te doen. Sally en Little Pippa vertrekken met het vliegtuig naar de stad terwijl Mattie terugkeert. Sam wordt dood aangetroffen op het strand. Jack en Martha worden verdacht.
Jack en Martha besluiten zich opnieuw te verloven. Roman moet voor zijn dochter Nicole zorgen. Irene krijgt een telefoontje van Kirsty en Kane met de vraag om voor Oliver te zorgen.
Charlie en Roman kunnen het goed vinden met elkaar. Mathilda wil gaan studeren aan de universiteit van Perth. Rick ziet dit niet zitten en wil dat Mathilda in Summer Bay blijft. Mathilda vertrekt toch naar perth en breekt met Rick. Rick gaat werken voor Alf Stewart in de aaswinkel. Alf overtuigd Rick om naar Mathilda te gaan. Rick treft daar Mathilda aan met een andere student in bed. Hij is kwaad en wil vertrekken. Een vriendin die Matilda heeft leren kennen op de universiteit brengt Rick tot inkeer. Rick blijft in Perth. Martha is in verwachting, alleen weet ze niet of de baby van Jack of van Roman is. Martha krijgt slecht nieuws, ze heeft kanker. Martha wil geen chemo krijgen omdat ze bang is dat ze haar baby verliest. Ze laat een DNA test doen om te weten wie de vader van haar kind is. De test wijst Roman aan als vader. Later verliest Martha haar baby en ondergaat ze chemo. Aden breekt met zijn vader nadat hij bekend heeft dat Adens' grootvader ook hem heeft misbruikt. Lenny wil nog contact behouden met Aden. Lenny begint steeds meer te drinken en kruipt dronken achter het stuur. Dan rijdt hij Jai en zijn vriend omver en pleegt vluchtmisdrijf. Jai overleeft het ongeval, zijn vriend niet. Aden komt erachter dat zijn vader de doodrijder is en wil dat hij naar de politie gaat. Lenny weigert en vlucht. Wanneer Lenny terugkomt naar Summer Bay omdat hij geld nodig heeft, sluit hij zijn vader en Rachel op. Rachel moet voor zijn vader zorgen die doodziek is en elk moment kan sterven als gevolg van leverfalen. Summer Bay is verrast dat Rachel niet komt opdagen op haar trouwdag. Lea ontdekt een mail van een oude vriend van Rachel en ze denken dat ze naar hem is. Tony, de aanstaande man van Rachel, voelt zich slecht en besluit Summer Bay even te verlaten. Lenny, Belle en Rachel worden bevrijd door de politie en Aden wordt opgesloten in een jeugdinstelling. Daar zit ook Melody. Zij moest zich laten opnemen nadat ze werd aangerand door de vriend van Jai, die omgekomen is in het auto-ongeluk. Morag trouwt met Ross Buckton en ze vertrekken op huwelijksreis. Wanneer ze terugkomen doet Ross raar. Onderzoek wijst uit dat hij de ziekte van Alzheimer heeft. Zijn dochters Ruby en Charlie kunnen dit moeilijk aanvaarden. Miles en Kirsty krijgen een relatie nadat Kirsty's man haar heeft gevraagd hem te vergeten en een nieuw leven op te bouwen nu hij in de gevangenis zit. Kirsty kan aan de slag in de school van Summer Bay. Daar moet ze afrekenen met de gevoelens die haar baas Martin heeft voor haar. Hun contact verslechtert en ze wordt ontslagen. Ondertussen moet Kane, Kirsty's man, geld hebben om zijn advocaat te betalen. Hij wil in hoger beroep gaan. Kirsty gaat aan de slag als escorte. Roman breekt met Charlie omdat hij nog steeds verliefd is op Martha. Bridget bereidt haar plan voor om het verzekeringsgeld van Leah in haar handen te krijgen. Xavier, het neefje van Jack, arriveert in Summer Bay. Hij wordt al snel dronken opgepakt door Jack.
Angelo doet een eigen onderzoek naar de bouwwerf maar ondervindt al vlug dat dat geen goed idee is. Het politieteam kan een link vinden tussen Tim en de schutter en probeert al het nodige te doen om de bouweigenaars op te pakken. Jack achtervolgt Angelo die op de bouwwerf Tim zoekt, maar hij schiet Jack neer. Kane, Annie en Jai zoeken Melody maar wanneer Kane moet uitwijken omdat Melody op de weg staat, rijdt de auto binnen in de feestzaal waar het jaarlijkse schoolbal plaatsvindt.

### 2009
Jack sterft als gevolg van de schietpartij. Martha is diep bedroefd. De feestzaal schiet in brand terwijl Kane geklemd zit in de auto. Rachel krijgt argwaan rond Bridget.
Martha en Charlie komen op hetzelfde moment te weten dat Angelo Jack neerschoot.
Xavier en Hugo komen in Summerbay wonen. Melody vlucht naar Melbourne maar wordt teruggevonden door Miles en Charlie. Wanneer haar oma sterft besluit ze met haar moeder mee te verhuizen naar Nieuw-Zeeland.
Kirstie komt terug naar Summerbay na een ruzie met Kane. Tony is nog steeds gebroken door de dood van Jack. Belle is verslaafd aan antidepressiva en kalmeermiddelen. Ze wordt opgenomen in een ontwenningskliniek waar ze zanger Liam Murphy terugziet. Rachel en Tony trouwen maar Belle verstoord het huwelijk na een overdosis pillen. Charlie wordt verliefd op Joey maar dit valt niet bij alle inwoners in goede aarde. Joey verlaat Summerbay nadat Charlie haar bedroog met Hugo. Brendan schiet een steen naar de auto van Leah waarbij Roman wordt geraakt en in coma geraakt. Wanneer hij ontwaakt krijgt hij slecht nieuws: hij is blind.
Angelo komt terug naar Summerbay en dit valt de inwoners niet in goede aarde. Hij is nu lid van de mariene politie en onderzoekt de haaienaanval. Ook Hugo wordt gebeten. Tijdens een onderzoek ontdekken ze het jacht van Lou De Bono en Irene. Irene wordt gearresteerd voor opzettelijke slagen aan een officier en voor de moord op Lou. Alf ontdekt het lijk van lou. Na autopsie wordt Irene vrijgesteld van moord.
Roman maakt het zijn vrienden knap lastig door zijn blindheid. Hij belt een ex-collega uit het SAS, Gardy. Hij helpt Roman terug te zien maar stelt daar een zware prijs tegenover. Ze plegen gewapende overvallen. Nicole wordt verliefd op Trey en wanneer deze samen naar Treys' huis gaan zullen beide dit nooit vergeten. Roman kan net op tijd Gardy stoppen en troost Nicole. Gardy neemt wraak op roman en dwingt hem het depot alsnog te overvallen. Roman wordt neergeschoten maar Gardy kan vluchten. Roman biecht alles op en wordt gearresteerd voor moord (in Afghanistan) en gewapende overvallen. Nicole is ontroostbaar nu haar vader de cel in gaat.
Donna De Bono wordt gearresteerd voor de moord op haar ex-man. Tony probeert Angelo te vermoorden maar wordt net op tijd gestopt door Martha, Alf, Charlie en Hugo. De school gaat op uitstap en dat heeft erge gevolgen: Miles ontdekt dat Kristie nog steeds de pil pakt, ondanks dat ze een baby proberen te krijgen, Trey wordt gepest door zijn medeleerlingen en wil wraak nemen. Hij plaatst een bom onder de bus wanneer iedereen erin gaat zitten. De bom zal afgaan als iemand uit de bus stapt, de bom tikt ondertussen ook verder en hulp is te ver weg. Inmiddels probeert Trey te vluchten, onderweg komt hij Charlie tegen. Hij doet alsof hij een zonnesteek heeft en valt bewusteloos. In het ziekenhuis onthult hij aan zijn moeder wat hij gedaan heeft. Ondertussen probeert Trey's stiefvader de bom te ontmantelen. Gelukkig komen Hugo en Martha juist voorbij met hun auto en ze helpen met de bom onschadelijk te maken. De bom wordt van de bus gehaald en iedereen wordt in veiligheid gebracht. De bom gaat echter nog af en Hugo en Trey's stiefvader raken hierbij gewond. Belle en Aden trouwen, maar Belle heeft een groot geheim: ze heeft een tumor die in vergevorderde staat is. Rachel probeert het kind van een vrouw te redden, maar de vrouw krijgt een miskraam. Het koppel wil Rachel aanklagen. Ondertussen bevalt Rachel van een zoon, Harry. Belle roept iedereen samen en geeft elk een souvenir. Wanneer Belle in haar slaapkamer bij Irene wil overnachten met Aden, sterft Belle in diens armen. Iedereen heeft het zwaar tijdens Belles begrafenis, die tijdelijk wordt gestoord door Liam. Charlie vertelt Morag en Ruby dat Ruby haar dochter is, die ze kreeg na een verkrachting. Harry wordt ontvoerd.
Wanneer Ruby besluit haar vader op te zoeken, bezorgt ze Charlie nare herinneringen aan het verleden. Grant Bledcoe wordt ontvoerd door Charlie maar wordt vrijgelaten nadat Ruby hierom smeekte. Later wordt Grant dood teruggevonden op het strand. Later blijkt dat Ros Buckton de moordenaar is. Dexter en Indigo Walker arriveren samen met hun vader Sid in Summer Bay. Het verblijf van de tieners is echter van korte duur wanneer Indi haar vader ziet kussen met haar beste vriendin Nicole. Rachel beseft dat ze Tony niet genoeg aandacht geeft en dat hij zijn zoon Harry ook nauwelijks mag zien. Annie valt voor de surfer Romeo Smith, een vriend van Jai. Aden en Geoff hervatten het werk op de trawler van Irene en leggen hun jarenlange stroeve samenwerking bij. Annie en Jai verlaten Summerbay om te studeren in Japan. Na een lang onderzoek uitgaande van Angelo en zijn baas ontdekken ze dat Hugo aan mensensmokkel doet. Angelo betrekt Charlie in het onderzoek maar zij wordt bijna vermoord door Hugo en zijn handlangster. Hugo weet te ontkomen maar wordt later gearresteerd.

### 2010
Samen met Angelo besluit Hugo zijn dood in scène te zetten om Martha het verdriet te besparen. Nicole krijgt gevoelens voor Aden. Geoff verlaat Summerbay om te studeren voor priester in het buitenland. Annie komt kort terug omdat ze Romeo mist. Martha start een flirtrelatie met Liam Murphy, welke voorheen ook een relatie had met Nicole. Tony verkoopt de fitnessclub aan John Palmer. Mink Carpenter maakt een korte entree in Summerbay. Zij is de zus van Romeo en zat in de jeugdgevangenis voor de moord op haar vader (welke ze achteraf niet pleegde maar wel haar moeder, zij nam de schuld op zich). Xavier en Ruby groeien weer naar elkaar toe. The Dinner, het restaurant van Leah en Irene, wordt opzettelijk in brand gestoken. Leah verplicht zichzelf lessen in zelfverdediging te volgen. Deze worden gegeven door dominee Elijah, waar Leah verliefd op wordt. Mink verlaat de Bay om professioneel surfster te worden. Nicole krijgt een stage bij een ontwerpster maar dit blijkt achteraf een niet zo goede keuze te zijn. Marilyn Chambers komt terug na lang in Londen te hebben gewoond.
Jill, de moeder van Romeo, arriveert in de Bay en laat meteen een slechte indruk achter. Ze probeert van de drank af te blijven voor het welzijn van haar zoon maar stookt meteen in de relatie tussen Gina en John. Martha, Xavier en Gina worden ontvoerd en verdrinken bijna. Hugo kan ze net redden. Martha en Hugo vluchten uit Summerbay nadat Hugo wordt gevolgd door zijn handlangers. Penn Graham komt aan in de Bay en veroorzaakt al direct problemen. Indi, Dex en Sid komen terug naar Summerbay. Indi valt voor de charmes van Romeo. Sid start een relatie met Marilyn, die ook het hart van Dex sneller doet slaan. Rachel en Tony verlaten de Bay voor de jobaandbieding van Rachel in Boston. Marilyn is dood gedurende een korte tijd maar Sid kan haar reanimeren. Bianca staat op het punt te trouwen met Vittorio maar bedenkt zich op het laatste moment. Uiteindelijk trouwen Gina en John. April wordt door haar moeder terug meegenomen naar Europa. Alf wordt gearresteerd op verdenking van moord op Penn.

### 2011
De dood van Ross Buckton schokt de gemeenschap. Charlie en Angelo zetten een punt achter hun relatie. Alf wordt vrijgelaten na de bekentenissen van Will en Daria. Will wordt gearresteerd voor moord, Daria voor oplichterij en medeplichtigheid aan moord. Lilly gaat terug naar haar moeder. Xavier en April raken het oneens over de chemicaliën die April stal. Xavier gooit het zwavelzuur en de andere stoffen in de gootsteen en mengt dit met water. Beide belanden in het ziekenhuis met ernstige brandwonden. Xavier vecht voor zijn leven maar overleeft het. April bekent en mag Xavier niet meer zien.
De River Boys (met Casey, Heath en Darryl Braxton) verstoren de rust in Summer Bay en vernielen Angelo's. Miles wordt neergeslagen met een fles tijdens de rellen in Angelo's. Nadien worden zowel Angelo als Miles en hun familie bedreigd om geen klacht neer te leggen.

## Uitzendingen
Evenals Buren (Neighbours), de andere dagelijkse Australische soap, is het programma vooral onder tieners populair. De tieners in de soap doen meestal slechts voor een beperkte tijd mee; oudere acteurs draaien meestal langere tijd mee.
Op 29 januari 2010 vierde de soap aflevering 5000.
In Vlaanderen wordt de serie sinds 1990 uitgezonden op vtm. Tussen 2006 en 2013 zond Kanaal2, thans 2BE de serie uit in de vooravond rond 17u30 uur. De dag erna wordt de aflevering heruitgezonden op vtm rond 7u45. In Vlaanderen startte op 8 juli 2013 het huidige seizoen 26, terwijl in Australië seizoen 26 al begon in januari 2013.
Op 25 juni 2009 verliet hoofdactrice Kate Ritchie de serie in de Vlaamse uitzendingen.
In Nederland zond men de serie uit op Net5. Men stopte er aan seizoen 18.
De serie wordt ook nog uitgezonden in Ierland, Verenigd Koninkrijk, Nieuw-Zeeland, Frankrijk, Denemarken, IJsland, Israël, Litouwen, Noorwegen, Polen, Servië, Griekenland, VJR Macedonië, Zuid-Afrika, Zweden en Estland.
En ook via het Australische netwerk in: Amerikaans-Samoa, Cambodja, Cookeilanden, Oost-Timor, Micronesia, Fiji, Frans-Polynesië, Guam, Hongkong, India, Indonesië, Japan, Kiribati, Laos, Macau, Maleisië, Malediven, Marshalleilanden, Mongolië, Niue, Noordelijke Marianen, Noorwegen, Pakistan, Palau, Papoea-Nieuw-Guinea, Filipijnen, Samoa, Singapore, Salomonseilanden, Zuid-Korea, Sri Lanka, Taiwan, Thailand, Tonga, Vanuatu en Vietnam.
In seizoen 21 vertrokken enkele acteurs. Sally Fletcher (Kate Ritchie) verliet de serie op tv in april 2008. Lucas Holden (Rhys Wakefield) verliet de serie op tv in februari 2008. Samen met Sally vertrekken ook Cassie en Little Pippa.
Op vrijdag 22 mei zond vtm de reeks voorlopig voor het laatst uit. Omdat de uitzendingen nu amper enkele weken nadat ze in Australië zijn uitgezonden in Vlaanderen op antenne komen, last vtm een zomerstop in om de uitzendingen in het thuisland van de reeks niet in te halen. Het is voor het eerst dat de uitzendingen in Vlaanderen voor enkele maanden worden onderbroken.